# 新西蘭國家廣播電台
41°17′06″S 174°46′27″E / 41.285°S 174.774167°E
新西蘭國家廣播電台（毛利語： / 英語：），通常簡稱為或，是新西蘭的一家公共廣播機構和皇家實體。該機構依據《1995年新西蘭廣播電台法案（Radio New Zealand Act 1995）》而設立；其目前運營廣播頻率包括新聞與時事頻道全國頻道和古典樂與爵士樂頻道音樂會頻道，上述兩個頻道由新西蘭政府轄下部門廣播局提供全額政府資金贊助。而自2014年起，新西蘭國家廣播電台也從一家單純的廣播機構向多媒體平台轉型。它透過其官方網站和應用程序等渠道增加了音頻、視頻及文字形式的數字內容製作。
新西蘭國家廣播電台在新西蘭公共廣播體系中扮演著核心角色。新西蘭議會為其調幅廣播網提供全額資金，其部分節目時段將用於播送議會議程等相關內容。同時根據《2002年民防緊急管理法案（Civil Defence Emergency Management Act 2002）》的規定，新西蘭國家廣播電台在新西蘭進入緊急狀態時將承擔起“生命線公用事業”的職責。新西蘭國家廣播電台同時還負責對外廣播的服務，其所有的太平洋頻道通過短波廣播以英語和南島語向南太平洋地區廣播，並以簡體中文發佈網絡新聞。

## 機構簡介
新西蘭國家廣播電台通過三個全國性聯播網向全新西蘭進行廣播，這三個聯播網分別是：全國台、音樂會台和負責轉播新西蘭議會議程的調幅聯播網。同時新西蘭國家廣播電台還有一個面向海外聽眾的短波電台服務——太平洋台，該頻道主要針對南太平洋及其他地區廣播。而新西蘭國家廣播電台新聞服務（Radio New Zealand News）則提供全面、即時的新聞和時事資訊，並且新西蘭國家廣播電台也被允許對具歷史價值的廣播材料進行歸檔。它還必須根據公眾需求的研究、製作和委託高質量的節目，並平衡大眾吸引力與小眾吸引力的節目。在實現這些目標的同時，它必須承擔社會和經濟責任。

### 歷史沿革
新西蘭歷史上的首次無線電廣播發生於1921年11月17日，由無線電先驅羅伯特·傑克教授完成。由新西蘭政府所資助的公共關播服務在歷史上由多家機構分別提供：1921年至1931年期間的無線電廣播公司（Radio Broadcasting Company）、1931年至1936年期間的新西蘭廣播委員會（New Zealand Broadcasting Board）、1936年至1962年期間的全國廣播電台、1962年至1975年期間的新西蘭廣播公司及1975年至1995年期間的國有新西蘭廣播電台。這些機構曾經非常重視培訓員工們的標准發音，直至1990年代才開始推廣新西蘭本地發音及原住民語言。
作為新西蘭第四屆國家黨政府所推行私有化進程的一部分，新西蘭廣播電台的商業業務於1996年出售給私人投資者並組建為“電台廣播網”，該聯播網現為新西蘭媒體與娛樂公司的一部分；而非商業業務部分則組建成“新西蘭公共廣播電台（New Zealand Public Radio）”，後最終改組為皇家實體並啟用新名“新西蘭國家廣播電台”。
新西蘭國家廣播電台的總部位於新西蘭惠靈頓鮑文街的廣播大樓，該樓位於新西蘭議會大廈的後方。鮑文街廣播大樓於1959年開始興建並於1963年竣工啟用，最後於1997年被拆除；而此時新西蘭國家廣播電台總部則搬遷至平台街的新西蘭國家廣播電台大樓。2025年，一個位於新西蘭國家廣播電台大樓與議會大廈之間隧道內埋藏於1996年的時間囊被發現並開啟。

### 宗旨目的
新西蘭國家廣播電台受《1995年新西蘭廣播電台法案》中的“憲章”和“運營原則”的約束，同時該法案每隔五年還需要提交新西蘭議會審核一次。最新的修正案《2016年新西蘭廣播電台法案修正案》於2016年4月1日獲得御准。
作為一個獨立的公共廣播機構，新西蘭國家廣播電台的宗旨是服務公共利益。由於思想和言論自由是民主社會的基石，而作為公共廣播機構的新西蘭國家廣播電台在行使這些自由方面扮演著重要角色。新西蘭國家廣播電台透過促進寬容與理解；反映並推廣民族、文化和藝術的多樣性及表達；培養國家認同感。同時新西蘭國家廣播電台提供可靠、獨立且可自由獲取的新聞和資訊。

## 廣播服務

### 全國頻道
新西蘭國家廣播電台全國頻道的前身是“全國廣播電台”，它是新西蘭國家廣播電台旗下的獨立新聞和時事平台。全國頻道提供自製的廣播和線上節目服務，同時也整合了第三方服務內容。其節目包括新聞和時事等類型，如1975年4月1日開播至今的《晨間報道（Morning Report）》、《正午播報（Midday Report）》和《新聞檢查站（Checkpoint）》等，並每小時提供新聞快報。全國頻道的新聞部門擁有多位專業記者、駐外記者、報導員及地區記者網絡。而其雜誌型節目則涵蓋了廣泛的供稿人並涉及訪談、音樂作品和戲劇等多種類型，節目內容包含英語和毛利語的報導與常規專題。該電台的內容涵蓋商業、科學、政治、哲學、宗教、鄉村事務、體育及其他主題。
新西蘭國家廣播電台全國頻道以調幅及調頻廣播信號並透過遍布新西蘭的單聲道地面發射器和Optus衛星進行廣播。它也可在天空數字電視服務的第421頻道和免費電視衛星電視服務第50頻道上收聽，並可在免費電視的地面高清服務平台上以立體聲形式收聽。

### 音樂會頻道
新西蘭國家廣播電台音樂會頻道是新西蘭國家廣播電台旗下的一個調頻廣播電台網，主要以播送古典樂和爵士樂為主，也會涉及世界音樂並製作專題節目及固定的新聞更新播報。音樂會頻道於1975年設立，最初被稱為“音樂會節目時段（Concert Programme）”。1990年代中期，其改名為“音樂會調頻（Concert FM）”；隨後又於2007年改為現名，這是新西蘭國家廣播電台進行其品牌重塑計劃的一部分，目的在於將“音樂會頻道”與“新西蘭國家廣播電台”聯繫在一起。2018年2月，音樂會頻道進行了更新，推出了多檔新節目和主持人，並重新聚焦於新西蘭音樂和藝術界的現場音樂與故事敘述。
該電台透過遍布新西蘭的地面發射器以調頻立體聲進行廣播，同時也通過Optus衛星傳送。此外，它還可在天空數字電視的第422頻道以及免費電視的衛星電視和地面電視服務的第51頻道上收聽。

### 調幅聯播網
調幅廣播網是一個由新西蘭國家廣播電台負責營運的無線電發射機網絡。根據其與新西蘭眾議院書記官所簽訂的合約，調幅廣播網將轉播新西蘭議會的所有現場會議。不過由於議會的開議日期是季節性且會因為特殊情況而延長，所以轉播的時段並不固定，但通常會安排在週二和週三的14時至18時、週四的14時 至17時以及週二和週三的19時至22時播出。同時調幅廣播網的所有議會報道節目都會在網上提供流媒體播放並開放播客及文字內容瀏覽。
調幅廣播網的旗艦節目《眾議院（The House）》會在議會會議日的晚上6:55，以及週日上午7:30和晚上10:45在新西蘭國家廣播電台播出。該節目將探討議會的立法、議題和見解。
為了籌措電台的運營費用，新西蘭國家廣播電台自1997年起就將空閒的剩餘廣播時段租借給新西蘭的基督教廣播機構天韻媒體；後者利用其組建了屬於自己的輕音樂電台網恩星聯播網。同時這個網絡也曾經被音樂會頻道所使用，直至該頻道從調幅廣播轉為調頻廣播。

### 太平洋頻道
新西蘭國家廣播電台太平洋頻道（曾用名“新西蘭廣播電台國際頻道”）通過位於新西蘭北島陶波附近朗吉泰基的無線電發射機以短波廣播和世界數字廣播的形式向新西蘭的太平洋鄰國進行廣播。同時它也在網絡上通過世界廣播網和流媒體形式進行轉播。

### 播客及其他服務
新西蘭國家廣播電台在其網站提供播客及系列節目，而其系列節目以格式提供下載。

## 新聞部門
新西蘭國家廣播電台的主要新聞中心設在惠靈頓和奧克蘭，同時其還有記者常駐在法納雷、哈密爾頓、新普利茅斯、內皮爾、霍克灣、北帕默斯頓、尼爾遜、基督城和但尼丁，並且新西蘭國家廣播電台也在新西蘭議會的議會新聞記者團設有辦公室。
除了每小時的新聞快報，新西蘭國家廣播電台的新聞部門還提供24小時的節目以及新聞和時事內容，其中包括由英格麗·希普基斯（Ingrid Hipkiss）和科林·丹恩（Corin Dann）主持的《晨間報道（Morning Report）》、凱瑟琳·瑞安（Kathryn Ryan）主持的《朝九晚中（Nine to Noon）》，以及麗莎·歐文（Lisa Owen）主持的《新聞檢查站（Checkpoint）》等節目。該機構還營運網站和應用程序，而其中的新聞報導會被其他新聞出版商轉載。
1996年之前，新西蘭國家廣播電台的前身新西蘭廣播電台的新聞部門曾為所有由其營運的商業電台以及許多獨立電台提供新聞，但分拆後的商業電台部分則由新所有者電台聯播網在隨後推出了自己的新聞部門。

### 特派記者
- 政治領域：喬·莫伊爾（Jo Moir） / 克雷格·麥卡洛克（Craig McCulloch） / 安內克·史密斯（Anneke Smith） /  凱蒂·斯考徹（Katie Scotcher） / 賈爾斯·德克斯特（Giles Dexter）

- 商業領域：蓋爾斯·貝克福德（Gyles Beckford） / 諾娜·佩爾蒂埃（Nona Pelletier） / 阿南·扎基（Anan Zaki）

- 健康領域：羅文·奎因（Rowan Quinn）

- 教育領域：約翰·格里森（John Gerritsen）

- 毛利人及毛利文化領域：泰哈·莫利紐克斯（Taiha Molyneux） / 圖·納撒尼爾（Tu Natanahira） / 波凱爾·帕瓦伊（Pokere Paewai）

### 地方記者
- 北地大區：彼得·德·格拉夫（Peter de Graaf）

- 懷卡托：娜塔莉·阿庫里（Natalie Akoorie） / 利比·柯比-麥克勞德（Libby Kirkby-McLeod）

- 霍克灣大區：湯姆·基欽（Tom Kitchin）

- 塔拉納基大區和旺阿努伊：羅賓·馬丁（Robin Martin）

- 馬納瓦圖區（英语：Manawatū District）：吉米·埃林厄姆（Jimmy Ellingham）

- 尼爾遜：莎曼珊·吉（Samantha Gee）

- 奧塔哥大區：提摩西·布朗（Timothy Brown） / 泰絲·布倫頓（Tess Brunton）

## 網絡服務
新西蘭國家廣播電台於2005年10月上線了其官方網站，它最初使用的域名為。新西蘭國家廣播電台網站提供新聞報道、節目資訊、電台在線收聽及播客等服務。新西蘭國家廣播電台旗下的全國頻道、音樂會頻道、太平洋頻道等頻道的全部節目及調幅廣播網針對新西蘭議會的相關節目均以Windows Media Audio格式提供流媒體播放服務。而由新西蘭國家廣播電台所製作的節目也都可以在這個網站以MP3和Vorbis格式下載及提供播客收聽，這些節目最早可以追溯到2008年1月。但需要注意的是，部分節目的內容可能受限於著作權而無法提供在線下載或收聽。
新西蘭國家廣播電台網站曾榮膺過多個獎項，例如：2007年澳大利亞航空媒體獎“最佳網站設計”、2008年新西蘭開源獎“政府部門最佳開源使用”、2009年新西蘭廣播電台大獎“最佳廣播電台網站”和2010年幹得好獎（OnYa Awards）“最佳HTML和CSS使用”及“最佳無障礙設計”。
2013年5月26日，新西蘭國家廣播電台網站進行了重大改版，新版網站進行了全新設計並使用依靠開源的Ruby on Rails框架搭建的定製化內容管理系統。2016年7月，網站再度進行重大改版設計。2019年5月，網站域名變更為。
2023年7月，新西蘭國家廣播電台為新西蘭的華裔和印度裔聽眾開設了兩個新聞入口網站，其中中文版塊提供簡體中文報導。

### 無線收音機
2013年10月，新西蘭國家廣播電台推出了以青年為主要受眾的非商業網站“無線收音機（The Wireless）”。這個網站的誕生，源於新西蘭國家廣播電台內部希望設立一個青年廣播電台的構想。然而，新西蘭國家廣播電台最終決定創辦一個專為18至30歲人群設計的網站或線上雜誌，他們認為這樣能更貼近這個年齡層的需求。
項目經理馬庫斯·斯蒂克利（Marcus Stickley）指出：“新西蘭國家廣播電台很有遠見地認識到，它不一定需要掛在‘’的品牌之下。它需要專門為這個受眾開發一些內容，他們給予了我們去探索如何實現這一目標的自由。”2014年4月，新西蘭國家廣播電台的執行長評論說，無線收音機是“新西蘭國家廣播電台近年來最令人興奮的創新”。
然而，無線收音機在2018年停止作為一個獨立出版物運作，並被重新整合回新西蘭國家廣播電台旗下。

### 獨一無二
獨一無二（Tahi）是新西蘭國家廣播電台於2021年12月上線的一個面向年輕人的網站。

## 曾有電台
截至1996年之前，新西蘭國家廣播電台的前身新西蘭廣播電台在新西蘭各地運營者大量商業電台。這些商業電台通常都是具有當地地方特色的地方電台，許多電台的歷史可以追溯到1930年代，而只有少量電台是1990年代成立的新電台。一些規模較大的中心廣播電台可以全天24小時播放本地節目，但另外一些規模較小的中心電台則只能採取本地節目與聯播節目混合播出的方式。1996年，新西蘭政府決定出售新西蘭廣播電台所擁有的全部商業電台，而接手方是由美國廣播電台公司清晰頻道通信公司與新西蘭本地報社《新西蘭先驅報》等財團聯合組建的廣播電台網。
本章節所列舉的電台均曾為新西蘭廣播電台所擁有，部分電台在1996年出售前或已經關閉，而位於戈爾鎮的霍科努伊廣播電台則早在1994年便已經出售給私人機構。

### 經典金曲與ZB新聞談
由新西蘭廣播電台所運營的絕大部分新西蘭地方電台都採取調幅廣播，直至1980年代才陸續有調頻廣播電台出現。從1980年代到1990年代初期，本章節所列的廣播電台均開始採用調頻廣播但卻依然保留在調幅廣播上播出節目；不過也有部分廣播電台將調幅廣播頻率轉型為播出一些特色節目的頻道，例如會播出體育節目或針對本地的地方新聞節目及地方性談話節目。1993年，絕大部分電台進行了分拆，其中調頻廣播頻率開始聯合轉播總部位於奧克蘭的ZB新聞談節目，而調幅廣播頻率則開始使用統一的“經典金曲”品牌並組建了聯播網。不過這些電台依然在新西蘭廣播電台運營下保留了各自的當地地方節目。
| 地區   | 廣播電台          | 備註                                         |
| ------ | ----------------- | -------------------------------------------- |
| 法納雷 | 北地廣播電台      | —                                            |
| 奧克蘭 | 1ZB新聞談廣播電台 | ZB新聞談首家加盟台，於1987年轉型為談話電台。 |
| 奧克蘭 | FM97經典金曲頻道  | 經典金曲聯播網首家加盟台，原名“”。           |
| 懷卡托 | ZH調頻廣播電台    | —                                            |
| 陶朗加 | BOP調頻95兆赫     | —                                            |

### 腳註
1. ↑  中文譯名來自其官方簡體中文網站。[4]

### 出典
1. ↑  . 新西蘭國家廣播電台.   [2025-06-21].
2. ↑  . 新西蘭國家廣播電台.   [2025-06-21].
3. 1 2  . 新西蘭政府. 新西蘭商業、創新和就業部.   [2025-06-21].
4. ↑  . 新西蘭國家廣播電台.   [2025-06-21]. RNZ中文 (RNZ Chinese) 是新西兰国家广播电台 (Radio New Zealand, RNZ) 推出的专项版块……
5. 1 2 3  . 新西蘭政府. 新西蘭議會. 1995-09-25  [2025-06-21].
6. ↑  Damien Venuto. . StopPress NZ. 2014-06-09  [2025-06-21].
7. ↑  . 新西蘭政府. 新西蘭議會. 2002-10-17  [2025-06-21].
8. ↑   (PDF). Principality of Eyre Land.   [2025-06-21]. （原始内容 (PDF)存档于2011-08-13）.
9. ↑  Charlotte Cook. . 新西蘭國家廣播電台. 2021-11-17  [2025-06-21].
10. ↑  Patrick Day; Broadcasting History Trust. . 奧克蘭: 奧克蘭大學出版社. 1994. ISBN 9781869402334. OCLC 32854879.
11. ↑  Allan Bell. . 應用語言學 (牛津: 牛津大學出版社). 1982-10-01, 3 (3): 246–258. ISSN 0142-6001. LCCN 81643225. OCLC 643108697. doi:10.1093/applin/III.3.246.
12. ↑  Allan Bell. . Tore Kristiansen; Nikolas Coupland  (编).  (PDF) 1. Novus Press. 2011: 177–198. ISBN 9788270996599.
13. ↑  . 惠靈頓: 新西蘭國家廣播電台. 1997. ISBN 9781877192029.
14. ↑  Andrea O'Neil. . 要素網. 2015-08-29  [2025-06-21].
15. ↑  Ben Strang. . 新西蘭國家廣播電台. 2025-03-27  [2025-06-21].
16. ↑  . 新西蘭政府. 新西蘭議會. 2016-04-01  [2025-06-21].
17. ↑  . 新西蘭國家廣播電台.   [2025-06-21].
18. ↑  . 新西蘭國家廣播電台. 2025-04-01  [2025-06-22].
19. 1 2  . 新西蘭國家圖書館.   [2025-06-23].
20. ↑  . 新西蘭百科全書.   [2025-06-23].
21. ↑  . 新西蘭國家廣播電台. 2018-02-26  [2025-06-23].
22. ↑   (PDF). 新西蘭議會.   [2025-06-23].
23. ↑  . 恩星聯播網.   [2025-06-23]. （原始内容存档于2011-07-24）.
24. ↑  . 新西蘭國家廣播電台.   [2025-06-23]. （原始内容存档于2009-02-14）.
25. ↑  . 新西蘭國家廣播電台.   [2025-06-23].
26. ↑  . 新西蘭國家廣播電台.   [2025-06-23].
27. ↑  . 新西蘭國家廣播電台. 2020-03-04  [2025-06-23].
28. ↑  Hope, Wayne. . Hirst, Martin; Phelan, Sean; Rupar, Verica  (编). . 奧克蘭: 奧克蘭理工大學出版社. 2012: 27–47. ISBN 9780958299763. OCLC 778663506.
29. ↑  Norris, Paul; Comrie, Margie. . Neill, Karen; Shanahan, Morris William  (编). . Thomson/Dunmore Press. 2005: 175-194. ISBN 9780170124805. OCLC 61879933.
30. ↑  . 新西蘭開源學會（英语：New Zealand Open Source Society）.   [2025-06-24].
31. ↑  . 獨家新聞網（英语：Scoop (website)）. 2010-02-22  [2025-06-24].
32. ↑  . 新西蘭國家廣播電台. 2019-05-14  [2025-06-24].
33. ↑  . 新西蘭國家廣播電台. 2023-07-19  [2025-06-24].
34. ↑  Toby Manhire. . New Zealand Listener. Bauer Media Group. 2013-10-31  [2025-06-24]. （原始内容存档于2014-12-13）.
35. ↑  . The Big Idea. 2013-10-31  [2025-06-24]. （原始内容存档于2014-07-28）.
36. ↑  Emma Hurley. . Salient. 2013-04-14  [2025-06-25]. （原始内容存档于2014-08-10）.
37. ↑  . 新西蘭廣播局（英语：NZ on Air）.   [2025-06-25]. （原始内容存档于2014-12-15）.
38. ↑  Megan Whelan. . Public Address. 2013-10-31  [2025-06-25]. （原始内容存档于2014-12-13）.
39. ↑  Duncan Greive. . 衍生網（英语：The Spinoff）. 2018-12-15  [2025-06-25]. （原始内容存档于2019-09-27）.
40. ↑  Chris Cudby. . UnderTheRadar.co.nz. 2021-12-01  [2025-06-25].

## 延伸閱讀
- . 新西蘭國家廣播電台. 2021-11-12  [2025-06-21].

## 外部連接
- 官方网站（英文）
- RNZ中文（简体中文）
- 獨一無二 官方網站（英文）
- 無線收音機 官方網站，存于（英文）